# Admir Teli
Admir Teli (ur. 2 czerwca 1981 roku w Szkodrze) – albański piłkarz grający na pozycji obrońcy w azerskim klubie Qarabağ Ağdam, do którego trafił w 2009 roku. W reprezentacji Albanii zadebiutował w 2008 roku. Do tej pory rozegrał w niej 14 meczów (stan na 10.11.2012).